# Parque Koke
El Parque Koke es un parque en la ciudad de Rancagua, Chile. Está ubicado en el sector poniente de la ciudad, en la intersección de Avenida General Baquedano y Avenida Koke.
El conjunto del parque tiene una dimensión de 7 hectáreas, considerando tanto el conjunto habitacional como el parque que está inmerso entre los edificios. La obra del conjunto habitacional es de Sergio González, Gonzalo Mardones, Julio Mardones, Jorge Poblete y Pedro Iribarne, también conocidos como el Grupo TAU, pertenecientes a la Escuela de Arquitectura de la Universidad de Chile.
El parque debe su nombre a Federico Koke, ciudadano alemán radicado en Chile que fundó el Molino Koke en el año 1892, cuyas instalaciones están a solo pasos del conjunto habitacional y del parque del mismo nombre, y que hasta el día de hoy es una de las empresas más importantes de la ciudad en la industria alimenticia. En los silos del molino, se encuentra el mural pintado más grande de todo Chile, realizado por Miguel Chacoff y Philippe Carrera en 2018 titulado Arte urbano en las alturas.

## Conservación
El parque Koke es considerado como el pulmón verde de la ciudad de Rancagua, por lo que en los últimos años se ha formado el "Colectivo Ambiental Parque Koke", organización socioambiental encargada de la defensa, cuidado y preservación del parque apoyada por la Municipalidad de Rancagua. Según datos, el bosquecillo del parque tiene más de 100 años, siendo los quercus robur y los sequoia sempervirens, los árboles más comunes dentro del parque.